# Estación de Ponferrada
Ponferrada es una estación ferroviaria situada en la ciudad española de Ponferrada en la provincia de León, comunidad autónoma de Castilla y León. Dispone de servicios de Larga y Media Distancia operados por Renfe.

## Situación ferroviaria
La estación se encuentra en el punto kilométrico 250,950 de la línea férrea de ancho ibérico León-La Coruña a 512 metros de altitud, entre las estaciones de Posada del Bierzo y de San Miguel de las Dueñas. El tramo es de vía única y está electrificado.
En las cercanías de la estación ponferradina, entre los barrios de Flores del Sil y Cuatrovientos, se ubica una terminal de mercancías ferroviaria, gestionada por Adif.

## Historia

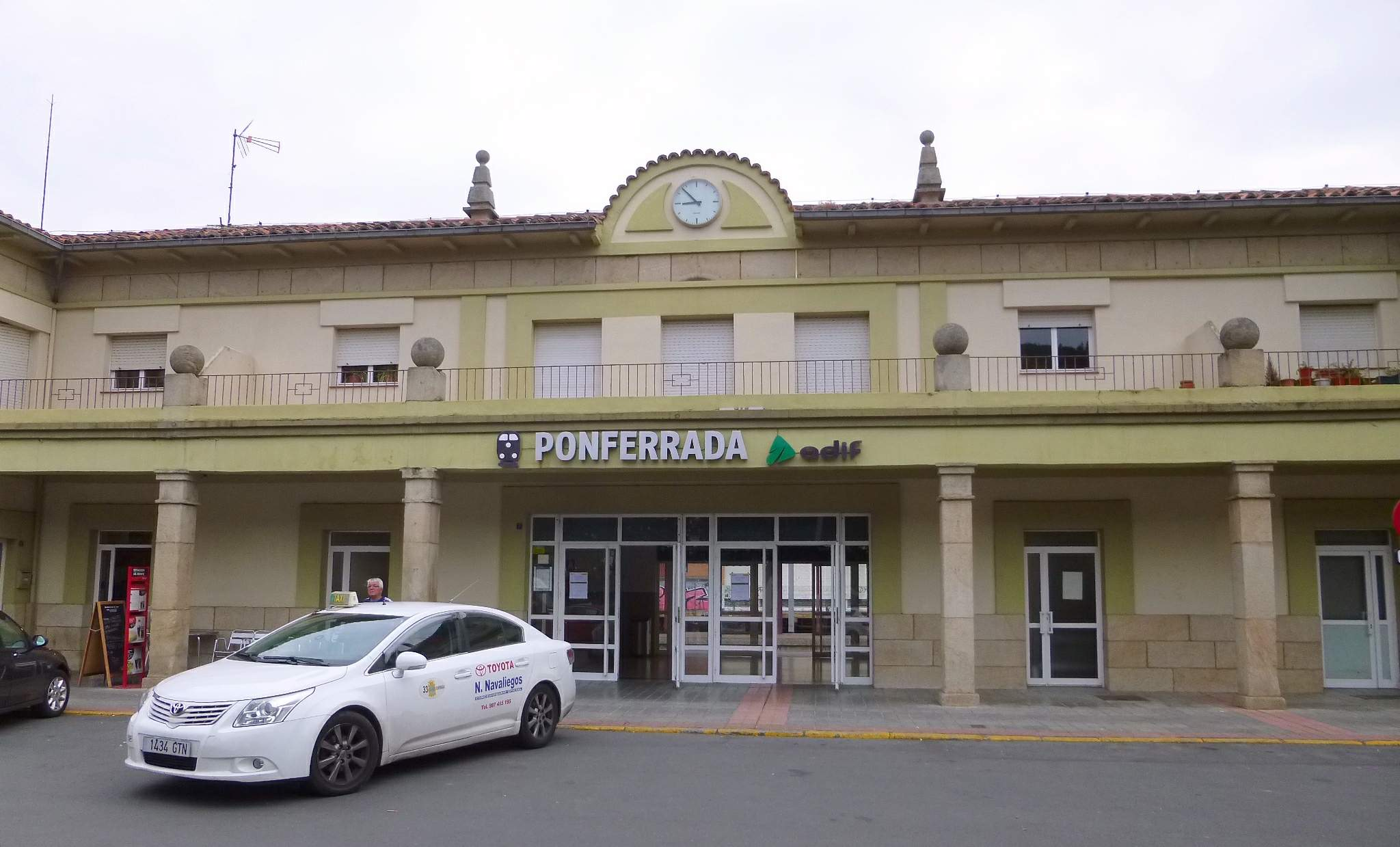
Fachada de acceso a la Estación

La estación fue abierta al tráfico el 4 de febrero de 1882 con la puesta en marcha del tramo Ponferrada-Brañuelas de la línea que pretendía unir Palencia con La Coruña. Los casi catorce años que separan la apertura de este tramo del anterior entre Brañuelas y Astorga dejan patente las dificultades encontradas para dar con un trazado cuyo desnivel fuera asumible por las locomotoras de la época. Las obras corrieron a cargo de la Compañía de los Ferrocarriles de Asturias, Galicia y León o AGL creada para continuar con los proyectos iniciados por la Compañía del Ferrocarril del Noroeste de España y gestionar sus líneas. En 1885, la mala situación financiera de AGL tuvo como consecuencia su absorción por parte de Norte. En 1941, la nacionalización del ferrocarril en España supuso la desaparición de esta última y su integración en la recién creada RENFE.
La estación de Ponferrada suponía el punto de enlace entre el ferrocarril de Ponferrada a Villablino y la red de RENFE para el intercambio del carbón procedente de la cuenca minera del Sil a los vagones de vía ancha y de esta manera llevarlo al resto de España. Gracias a esto, la estación y su entorno creció mucho.
En los años 80, debido a la crisis y decadencia del carbón en la zona, se clausuró el tren a Villablino entre Ponferrada y Cubillos del Sil con lo que la estación perdió gran parte de su actividad.
Desde el 31 de diciembre de 2004 Renfe Operadora explota la línea mientras que Adif es la titular de las instalaciones ferroviarias.

## La estación

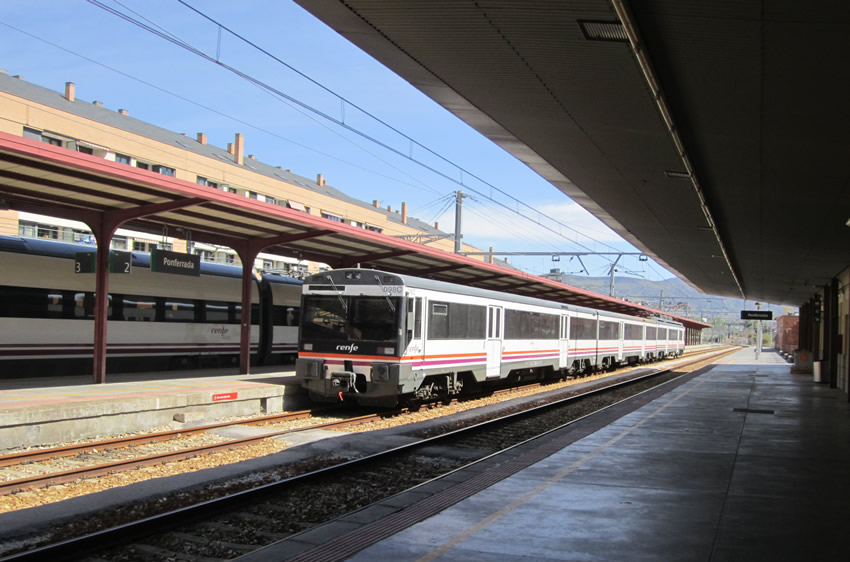
Un automotor eléctrico de la serie 470 de Renfe Operadora espera, estacionado en la estación, para realizar el servicio regional a León.

La estación cuenta con un total de seis vías pasantes y dos andenes, así como varios haces de vías muertas para el apartado de material de mantenimiento. La siguiente estación en dirección a León es San Miguel de las Dueñas, y hacia Monforte de Lemos, es Toral de los Vados, aunque existen antes de esta, el apartadero (Antigua estación, hoy día sin servicio para viajeros) de Dehesas, y los apeaderos de Posada del Bierzo y Villadepalos.

## Servicios ferroviarios

### Larga Distancia
Ponferrada disponía, hasta marzo de 2020, esencialmente de servicios de Larga Distancia de corte transversal, que parten de Galicia, teniendo como destino el País Vasco y Cataluña, que al mismo tiempo surcan Castilla y también pasan por Navarra, La Rioja y Aragón, cubiertos mediante servicios Alvia, Intercity o Trenhotel. Además, el Trenhotel Atlántico permite una conexión entre Madrid y el norte de Galicia pasando por algunas de las principales ciudades de Castilla y León, así como el Alvia Madrid - Ponferrada, que usa la LAV Madrid-Valladolid.
En fechas de alta demanda como Semana Santa, verano, Navidades o puentes festivos, se refuerza la relación Barcelona - Galicia con trenes especiales, con la introducción del Trenhotel Rosalía de Castro Barcelona-Sants - La Coruña-San Cristóbal y un Alvia especial Barcelona-Sants - Ponferrada. Estos servicios suelen prestarse los viernes y domingos, así como otros días punta.
Tras la declaración del estado de alarma el 14 de marzo de 2020 debido a la afección de la  pandemia de COVID-19, Renfe Operadora pasó a ofrecer unos servicios mínimos para garantizar la conectividad entre las distintas localidades donde prestaba servicio, lo que se tradujo en una drástica reducción de los trayectos. En lo concerniente a Ponferrada, se suspendieron todos los servicios de Larga Distancia hasta junio de 2020, cuando se retomó el Alvia Barcelona - Galicia y se reformuló la conexión con Madrid, al ofrecer en una franja horaria similar a la que circulaba el Alvia Madrid - Ponferrada un servicio con transbordo entre una frecuencia AVE Madrid - León y un Regional Exprés León - Ponferrada con horarios adaptados a esta situación. Desde enero de 2021 se ha recuperado la conexión mediante transbordo con todos los destinos ofertados de forma directa hasta marzo de 2020, al ofrecer billetes con enlace hacia las ciudades de Bilbao, Irún o San Sebastián. El resto de frecuencias continúan suspendidas a la espera de la mejoría en la evolución de la pandemia.
En resumen, los servicios de Larga Distancia que actualmente realizan parada en la estación son los trenes Alvia que realizan el trayecto Barcelona-Sans - La Coruña / Vigo-Guixar y los trenes Intercity que realizan el recorrido Madrid-Chamartín-Clara Campoamor - Ponferrada.

### Media Distancia
Los servicios de Media Distancia de Renfe que tienen parada en la estación enlazan Ponferrada con las ciudades de León, Valladolid, Orense, Vigo y Monforte de Lemos.
También se venden billetes regionales con enlace para continuar el trayecto de Ponferrada hasta Valladolid o Madrid, con transbordo en León.
Tras la declaración del estado de alarma el 14 de marzo de 2020 debido a la afección de la  pandemia de COVID-19, se redujo drásticamente la oferta ferroviaria de Media Distancia, manteniendo una única frecuencia de Media Distancia por sentido entre Ponferrada y León, así como entre Ponferrada y Vigo. En junio de 2020 se recuperó el Regional Exprés semanal Ponferrada - Valladolid y se modificó el horario de la frecuencia que se prestaba entre Ponferrada y León para poder enlazar en la capital provincial con un servicio AVE León - Madrid. En agosto de 2020 se reintrodujo la segunda frecuencia de Media Distancia entre Ponferrada y León, tras unos días prestando dicho servicio mediante autobús. En octubre de 2020 se modifica el horario del tren que continuaba circulando entre Ponferrada y Vigo para mejorar el servicio, especialmente en la comarca de Valdeorras, pasando a circular en la franja matinal. Durante el mes de febrero de 2021 se modificó el horario de la frecuencia que partía a media mañana de Ponferrada a León, pasando a salir a las 15:00 para poder establecer un nuevo enlace con un AVE León - Madrid-Chamartín.

### Panel de salidas de trenes
A continuación, se muestran las horas de salidas de trenes de la estación, con los correspondientes destinos.
El panel de salidas de trenes de la estación ponferradina en marzo de 2020 previa a la reducción de servicios por la pandemia de COVID-19 era el siguiente: